# Gaffer
En gaffer eller filmelektriker är en anställd på en film- eller TV-inspelning. Denne ansvarar för den tekniska belysningsutrustningen och utför ljussättningen tillsammans med chefsfotografen.
Var ursprunget för termen "gaffer" kommer ifrån kan debatteras, men man tror att den härstammar ifrån den tiden då man förlitade sig på naturligt solljus för sin ljussättning. Stora bitar av tak, tillverkade av textil, öppnades och stängdes med "gaffing hooks", långa stänger med en krok på änden. Gaffs är också namnet på bommar på båtar; många teaterarbetare var sjömän på "semester".
Ordet gaffer har gett namn åt gaffertejp, vilket i Sverige ofta felaktigt benämns gaffatejp, en sorts tejp som kan användas för att tillfälligt tejpa fast bommar och annat under en filminspelning.

## Andra betydelser
I Storbritannien är gaffer slang for gudfader eller farfar/morfar, eller en chef för en grupp arbetare.